# Pycnocentrodes modestus
Pycnocentrodes modestus är en nattsländeart som beskrevs av Cowley 1976. Pycnocentrodes modestus ingår i släktet Pycnocentrodes och familjen Conoesucidae. Inga underarter finns listade i Catalogue of Life.